# كيفن ستيفنز (لاعب هوكي جليد)
كيفن ستيفنز (بالإنجليزية: Kevin Stevens)‏ هو لاعب هوكي جليد أمريكي، ولد في 15 أبريل 1965 في بروكتون في الولايات المتحدة.

## وصلات خارجية
- كيفن ستيفنز على موقع دوري الهوكي الوطني (الإنجليزية)
- كيفن ستيفنز على موقع قاعة مشاهير الهوكي (لاعب أن.إتش.أل) (الإنجليزية)
- كيفن ستيفنز على موقع EliteProspects.com (الإنجليزية)
- كيفن ستيفنز على موقع HockeyDB.com (الإنجليزية)
- كيفن ستيفنز على موقع Hockey-Reference.com (الإنجليزية)
- كيفن ستيفنز على موقع أوليمبيديا (الإنجليزية)